# One Fast Move
One Fast Move är en amerikansk actionfilm som hade premiär den 8 augusti 2024 på strömningstjänsten Prime Video. Filmen är regisserad av Kelly Blatz som även skrivit filmens manus.

## Handling
Filmen kretsar kring en hemförlovade soldat som söker upp sin far för att få hjälp med sin dröm om att tävla med Supersport-motorcyklar.

## Rollista (i urval)
- KJ Apa
- Eric Dane
- Maia Reficco
- Edward James Olmos
- Austin North